# Back to the land
El movimiento Back to the land hace referencia a un fenómeno social norteamericano de los años 1960 y 70 consistente en una migración desde las áreas urbanas a las rurales y cuyo momento de máximo vigor se dio antes de mediados de los años 1970.

## Presente y futuro
El movimiento medioambiental, la vida sencilla y el renovado interés en el ocio al aire libre, tiende crear opinión favorable a la relocalización en la población urbana. 
Por otra parte, existe una migración bidireccional: hacia las ciudades y hacia los pueblos. En la década de los 90, el término refugiados urbanos, comenzó a ganar peso en relación con los neorrurales. Una búsqueda en la web del término back to the land da muchos más enlaces, lo que podría indicar un gran interés en la forma de vida no urbana.[cita requerida]
La agricultura ecológica y la horticultura fueron aspectos del movimiento Back to the land en los años 1970. Pero es en épocas más recientes cuando el mercado estadounidense de alimentación ecológica se ha expandido. De acuerdo con la información aparecida en el documental El futuro de la comida, de Deborah Koon, los consumidores de EE. UU. gastaron 1000 millones de dólares en alimentación ecológica en 1994 y 13.000 millones en 2003.
Teniendo en cuenta otra posible tendencia clara en el futuro, es posible que las condiciones económicas y sociales, junto con las nuevas capacidades técnicas, como internet, mejora en las comunicaciones, nuevos modelos de negocio, etc, posibiliten olas de emigración desde las ciudades al medio rural. El movimiento mundial de ecoaldeas, aunque aún no se encuentra a una escala como para denominarse "ola", tiene componentes urbanos y rurales que animan a la construcción de culturas ecológicas rurales. Esta red (Global Ecovillage Network), junto con aproximaciones a temas como la permacultura han surgido del movimiento "Back to the land" y discurren en paralelo al agrarismo que comenzó en la década de los años 1960 y 70.